# Confederação Sul-Americana de Automobilismo
Confederação Sul-Americana de Automobilismo (Codasur) é uma entidade formada da união de instituições de automobilismo de países da América do Sul que tenham o Poder Desportivo ortogado pela FIA.
Entre seus objetivos estão promover, coordenar e organizar competições esportivas automobilísticas internacionais nas modalidades rali, Fórmula 3, Fórmula Truck, karting e carros clássicos.

## Afiliados
- Argentina: Automóvil Club Argentino (ACA)
- Bolívia: El Automóvil Club Boliviano (ACB)
- Brasil: Confederação Brasileira de Automobilismo (CBA)
- Chile: Federación Chilena de Automovilismo Deportivo (FADECH)
- Paraguai: Touring y Automóvil Club Paraguayo (TACPY)
- Peru:

- Touring y Automóvil Club Peruano (TACP)
- Federación Peruana de Automovilismo Deportivo
- Uruguai: Automóvil Club Uruguayo (ACU)[2]